# Vāghodia
Vāghodia är en ort i Indien.   Den ligger i distriktet Vadodara och delstaten Gujarat, i den centrala delen av landet, 800 km sydväst om huvudstaden New Delhi. Vāghodia ligger 54 meter över havet och antalet invånare är 14 606.
Terrängen runt Vāghodia är platt. Runt Vāghodia är det ganska tätbefolkat, med 239 invånare per kvadratkilometer. Närmaste större samhälle är Vadodara, 19,7 km väster om Vāghodia. Trakten runt Vāghodia består till största delen av jordbruksmark.